# 莫納奇 (科羅拉多州)
莫納奇（英語：Monarch）是位於美國科羅拉多州查菲縣的一個非建制地區。該地的面積和人口皆未知。

## 地理
莫納奇的座標為38°33′38″N 106°17′29″W / 38.56056°N 106.29139°W，而該地的平均海拔高度為2909米（即9544英尺）。